# Lagar Velho
Lagar Velho és el nom abreujat del jaciment arqueològic de l'abric del Lagar Velho a Portugal.
Situat a la vall del Lapedo, al municipi de Leiria, al centre de Portugal, aquest jaciment és un abric rocós datat del Paleolític superior. El 1992 es començà a excavar el jaciment i hi descobriren restes arqueològiques del gravetià i del solutrià.

## El nen de Lapedo
Durant el mes de desembre de 1998 es va descobrir un esquelet infantil, el descobriment realitzat per membres de la STEA, es difongué el 1999. Es tracta d'un esquelet humà pertanyent a un xiquet d'uns 4-5 anys, que s'hi enterrà deliberadament. L'esquelet, de 24.500 anys d'antiguitat, presentava una barreja de característiques d'humans moderns i de neandertals. Els autors del descobriment, Joâo Zilhâo, i l'expert en neandertals Erik Trinkaus opinaven que es tractava d'un híbrid entre ambdues espècies.